# Rivière Naskaupi
La rivière Naskaupi ou Meshikamau-shipu (désignation des Innus ou des Naskapis) est une rivière d'environ 250 km de long située à l'est de la péninsule du Québec-Labrador, au Labrador dans la province canadienne de Terre-Neuve-et-Labrador. C'est un des plus grands fleuves du Labrador.
Son bassin hydrographique se situe au nord de celui du fleuve Churchill, le plus long et plus puissant fleuve du Labrador.
Comme le fleuve Churchill, la rivière Naskaupi se déverse dans l'extrémité ouest du lac Melville relié à la mer du Labrador.

## Hydronymie
La rivière a été nommée d'après les Naskapis, Premières Nations innues établies au Labrador.

## Géographie
La rivière Naskaupi a son origine dans le lac Orma, en aval de la digue du réservoir Smallwood. Lors de la création du réservoir avec la construction d'une série de 88 digues en 1971 dans le cadre du projet hydroélectrique de Churchill Falls, la source et le cours supérieur de la rivière Naskaupi ont été inondés et séparés du reste de la rivière, détournés vers le bassin hydrographique du fleuve Churchill.
La rivière Naskaupi coule principalement vers l'est dans la partie orientale de la péninsule du Québec-Labrador. Elle traverse les lacs Marie, Wuchusk, Seal et Naskaupi. La large et abondante rivière Red Wine, principal affluent, se jette dans la rivière Naskaupi en rive droite au km 24. La sinueuse et abondante rivière Crooked se jette dans la rivière Naskaupi en rive gauche 2 km en amont de l'embouchure.
La rivière Naskaupi se jette enfin dans la rive nord ouest du Grand lac (anglais : Grand Lake) dont elle est le principal affluent. Le Grand lac se déverse ensuite dans le Petit lac (anglais : Little Lake) par de courts rapides. La courte rivière du Nord-Ouest (anglais : North West River) passe enfin entre North West River au nord et Sheshatshiu  au sud en reliant le Petit lac et le lac Melville (innu : Atatshi-uinipek). Le lac Melville constitue un prolongement d'eau salée soumis aux marées du bras de mer de Hamilton Inlet dans lequel se jette le fleuve Churchill (innu: Mishta-shipu).
Le bassin versant de la rivière Naskaupi est dépourvu d'habitants permanents et de routes. Un peu moins de la moitié de la superficie est recouverte de forêt. Un peu plus du quart de la zone est recouverte d'une autre végétation. Environ 17 % sont recouverts par des lacs, des rivières ou des zones humides. Le gouvernement de Terre-Neuve-et-Labrador classe les autres zones comme « stériles » ou « non classées ».

## Hydrologie
Le bassin versant de la rivière Naskaupi s'étend sur 15 082 km2, dont 2 391 km2 attribuables à la rivière Crooked, qui se rencontre directement à l'embouchure de la gauche sur la rivière Naskaupi. Avant la création du barrage de Smallwood et de ses digues, cette superficie était de 23 310 km2. Le débit moyen de la rivière Naskaupi au km 70 est de 89,3 m3/s. En juin, pendant la fonte des neiges, le débit de la rivière est généralement le plus élevé avec une moyenne de 280 m3/s.
La rivière Naskaupi était avant la construction du réservoir Smallwood le second fleuve du Labrador pour le débit, après le fleuve Churchill, devant la rivière Eagle et la rivière Kanairiktok. La rivière affichait alors un débit moyen de 219 m3/s et drainait jusqu'en 1970 un bassin de 8 990 km² au lac Fremont (Station 03PB001), dans la partie supérieure du bassin désormais noyée dans le réservoir Smallwood. La construction des digues du réservoir Smallwood et le détournement du bassin supérieur de la rivière Naskaupi a eu un impact considérable, en réduisant le débit moyen à 90 m3/s et le bassin à 4 480 km² en aval du lac Naskaupi (Station 03PB002).

## Faune piscicole
Dans la rivière Naskaupi se trouvent les espèces de poissons suivantes :
- Saumon atlantique (anadrome et non anadrome)
- Omble chevalier
- Omble de fontaine (anadrome et non anadrome)
- Omble d'Amérique ou Omble du Canada
- Grand corégone
- Ménomini rond
- Éperlan d'Amérique
- Brochet d'Amérique
- Meunier noir
- Meunier rouge
- Lotte
- Épinoche à trois épines
- Mulet de lac
- Naseux des rapides
- Chabot visqueux

## Histoire

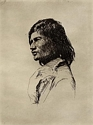
Portrait "Nascaupee" par Frank Weston Benson (1921).

Les autochtones Naskapis ont utilisé la rivière pour se rendre au cœur du Labrador. Plusieurs expéditions ont exploré la rivière au tournant du 19e siècle et du 20e siècle. Mina Benson, la veuve de Leonidas Hubbard décédé lors d'une expédition tragique vers le lac Michikamau en 1903, est réputée avoir fait des observations admirables au cours d'une expédition réussie en 1905. Elle a rapporté les premières cartes des vallées de la rivière Naskaupi et de la rivière George, qui ont été acceptées par la Société américaine de géographie et la Royal Geographical Society. Elle a pris des notes sur la flore et la faune du Labrador. Elle a décrit en détail la grande migration du caribou des bois et a photographié les autochtones Naskapis et Montagnais qui chassaient les animaux pour se nourrir et se vêtir.